# Djedkare Schemai
Djedkare Schemai (Djed-ka-Re Schemai) war ein altägyptischer König (Pharao) der 8. Dynastie (Erste Zwischenzeit). Er ist nur in der Königsliste im Totentempel von Sethos I. in Abydos (Nr. 44) belegt. Bauwerke und das Grab sind von ihm nicht bekannt.